# M3LL155X
„M3LL155X” (pronunțat ca Melissa) este al treilea extended play (EP) a artistei FKA twigs, lansat pe data de 13 august 2015 de Young Turks pe cale digitală.

## Lista pieselor
| Nr.             | Titlu            | Autor(i)                                | Producător(i)     | Lungime |  |
| 1.              | „Figure 8”       | Tahliah Barnett Jordan "Boots" Asher    | Boots Barnett     | 3:03    |  |
| 2.              | „I'm Your Doll”  | Barnett Paul Dolby Timmaz "Tic" Zolleyn | Boots Tic Barnett | 3:11    |  |
| 3.              | „In Time”        | Barnett Joel Compass Tic                | Tic Barnett Boots | 4:35    |  |
| 4.              | „Glass & Patron” | Barnett Boots                           | Boots Barnett     | 4:19    |  |
| 5.              | „Mothercreep”    | Barnett Boots                           | Boots Barnett     | 3:36    |  |
| Lungime totală: | Lungime totală:  | Lungime totală:                         | Lungime totală:   | 18:44   |  |